# Henning von Brüsewitz
Henning von Brüsewitz (* 1862; † 24. Januar 1900 in der Schlacht von Spion Kop), Oberleutnant im 1. Badischen Leib-Grenadier-Regiments Nr. 109, tötete am 11. Oktober 1896 in Karlsruhe den 31-jährigen Mechaniker Theodor Siepmann, von dem er sich beleidigt fühlte. Die Bluttat und ihre milde Ahndung führten zu erregten Debatten über Ehrbegriff, Kastengeist, Militarismus und Duell-Unwesen in der Öffentlichkeit und im Reichstag.
Siepmann hatte in Begleitung von drei Personen zu später Stunde das Restaurant Tannhäuser auf der Kaiserstraße Ecke Karlstraße betreten und war, als man sich dort in einem Nebenraum niederließ, gegen die Stuhllehne des Brüsewitz gestoßen. Dieser rief, als er von Siepmann keine Entschuldigung erhielt, nach dem Wirt, der Siepmann hinauswerfen solle. Siepmann zeigte sich uneinsichtig. Ein Wort gab das andere, bis Brüsewitz schließlich seinen Säbel zog. Der Wirt fiel ihm in den Arm und hatte Siepmann kaum dazu überredet, die Gaststätte durch die Hintertüre zu verlassen, als Brüsewitz den beiden mit gezogenem Säbel nacheilte. Im Hinterhof drängte er Siepmann in eine Ecke und erstach ihn. Den Umstehenden erklärte er, seine tödlich verletzte Ehre wiederhergestellt zu haben; andernfalls hätte er seinen Dienst quittieren müssen. Von diesem wurde er zunächst nicht einmal suspendiert, geschweige denn in Haft genommen.
Im Januar 1897 verurteilte das zuständige Militärgericht ihn für das, was er selbst als „Antwort auf die Provokation einer Zivilkanaille“ bezeichnete, zu einer Freiheitsstrafe von drei Jahren und 20 Tagen, die er nur zur Hälfte verbüßen musste, die aber auch zu seiner Entlassung aus dem Militärdienst führte. Nach der Haftentlassung schiffte Brüsewitz sich sofort in den Transvaal ein, schloss sich der Burenarmee an und fand am 24. Januar 1900 in der Schlacht von Spion Kop durch Kopfschuss den Tod, den er offenbar gesucht hatte. Colonel Deneys Reitz (1882–1944) schreibt darüber in seinem zuerst 1929 bei Faber & Faber Limited in London erschienenen Buch Commando: A Boer Journal of the Boer War:
… von Brüsewitz war jetzt oben auf dem Spion Kop und legte es allem Anschein nach darauf an, getötet zu werden. Denn obwohl wir ihn warnten, auf Deckung zu achten, scherte er sich nicht darum und kam immer wieder zwischen den Felsen hervor, um zu feuern.
Als die englischen Soldaten uns so nahe waren, dass das reiner Wahnsinn war, und nachdem er die Vorsehung mehrfach herausgefordert hatte, geschah das Unvermeidliche. Ich sah ihn ein letztes Mal sich erheben, eine Zigarette anzünden und der herumfliegenden Kugeln nicht achtend vor sich hin paffen, bis wir einen dumpfen Aufprall hörten und er wenige Meter von mir entfernt tot umfiel, mit einem Schuss durch den Kopf.
… von Brusewitz was now on top of the Spion Kop, where he seemed bent on getting killed, for, although we warned him not to expose himself too recklessly, he paid no heed and repeatedly stood out from among the rocks to fire.
As the English soldiers were so close to us that this was sheer folly, and after he had tempted Providence several times the inevitable happened. I saw him rise once more, and, lighting a cigarette, puff away careless of the flying bullets until we heard a thud and he fell dead within a few feet of me, shot through the head.

## Presse
- Berliner Illustrirte Zeitung, 1896 (Transkription auf einer privaten Webseite über Emil Hartwig, mit Abbildung des Premierleutnants v. Brüsewitz)
- Badische Neueste Nachrichten (BNN), Karlsruher Ausgabe, vom Samstag, 4. Oktober 2008, Seite 30 (im Artikel wird v. Brüsewitz jedoch fälschlich als „Oberstleutnant“ bezeichnet)